# ایرانشهر (مجله)
ایرانشهر مجله‌ای است که حسین کاظم‌زاده ایرانشهر آن را منتشر می‌ساخت. این مجله بین سال‌های ۱۳۰۱ (1922) تا ۱۳۰۶ (1927) خورشیدی در برلین منتشر و در حدود ۴۰ شهر ایران پخش می‌شد.

## همکاران
ایرانشهر از پرنفوذترین مجلات دورهٔ خود بود و کسانی چون محمد قزوینی، عباس اقبال آشتیانی، مشفق کاظمی، صادق رضازاده شفق، رشید یاسمی، ابراهیم پورداوود و دیگران در آن مطلب می‌نوشتند.

## درون‌مایه مجله
مطالب ایرانشهر نسبت به مجلهٔ کاوه روان‌تر و عوام‌ فهم‌تر بود. این مجله از جمله مهم‌ترین کانون‌هایی بود که باستان‌گرایی و میهن پرستی را در سطح وسیع و به‌طور عامه‌پسند و فراگیر تبلیغ می‌کرد.
از میان ۲۶۳ مقالهٔ منتشرشده در مجله، ۷۳ مورد در بیان اهمیت آموزش عمومی و غیرمذهبی، ۴۵ مقاله در ضرورت بهبود بخشیدن به منزلت زنان، ۳۰ مقاله در توصیف ایران پیش از اسلام، و ۴۰ مقاله نیز در علوم و فلسفهٔ جدید غربی نوشته شده بود. آبراهامیان معتقد است مضمون همیشگی ایرانشهر، این نظریه بود که عقب‌ماندگی فعلی ایران ناشی از حملهٔ اعراب است و اینکه امپریالیسم عرب توانایی‌های خلاق مردم هوشمند آریایی را راکد گذاشته‌ است.